# 인도들소
인도들소 또는 가우르(학명: Bos gaurus)는 인도에 서식하는 들소의 일종이다. 가우르(영어: gaur)라고도 일컬으며, 몸집이 큰 성체의 경우 천적은 호랑이나 아시아사자, 바다악어고 송아지의 경우는 호랑이, 아시아사자, 바다악어를 포함해 표범, 늑대, 승냥이, 곰 등이 있다. 멸종위기에 처해 있다. 특히, 말레이가우르는 적색자료목록에 멸종 위기종으로 기록되어 있다. 아종으로 동남아시아가우르, 인도가우르, 말레이가우르가 있다.

## 개요
야생의 소 중에 가장 커서 몸길이 2.6~3.3m, 높이 1.5~2m, 무게 700~1500kg이나 된다. 최대 1700kg의 기록도 있으며 가우르(가우어, 가야르, 세라단)라고도 불린다. 아종으로는 인도가우르, 동남아시아가우르, 말레이가우르가 있으며, 이들은 모두 엄청난 근육으로 이루어진 어깨와 거대하고 굽은 뿔과 발굽을 지니고 있다. 특히 푸른 눈과 짧은 꼬리, 탄탄한 몸이 특징이며, 근육으로 이루어진 몸은 수컷에게서 더 두드러지게 나타난다. 수컷은 암갈색이나 검은색, 새끼와 암컷은 적갈색으로 확실히 구별된다.

## 생태
가우르는 보통 무리생활을 하며, 절대 5마리 이하로 무리를 짓지 않는다. 또한 20마리를 초과하는 무리도 없다. 때때로 늙은 수컷이 혼자 지내는 경우도 있다. 하루에 두 끼를 먹으며 그 두 끼가 아침에 먹는 것과 저녁에 먹는 것이다. 임신 기간은 9개월 가량이며 한번에 1마리의 새끼를 낳는다. 갓 낳은 새끼는 연한 갈색이며 20분 후에 확실히 달린다. 고기의 맛이 좋아 밀렵의 대상이 되고 있다. 인도, 네팔, 인도차이나, 방글라데시등지에 분포한다. 말레이시아에서는 이 거대한 들소를 가축화해 기르고 있다.

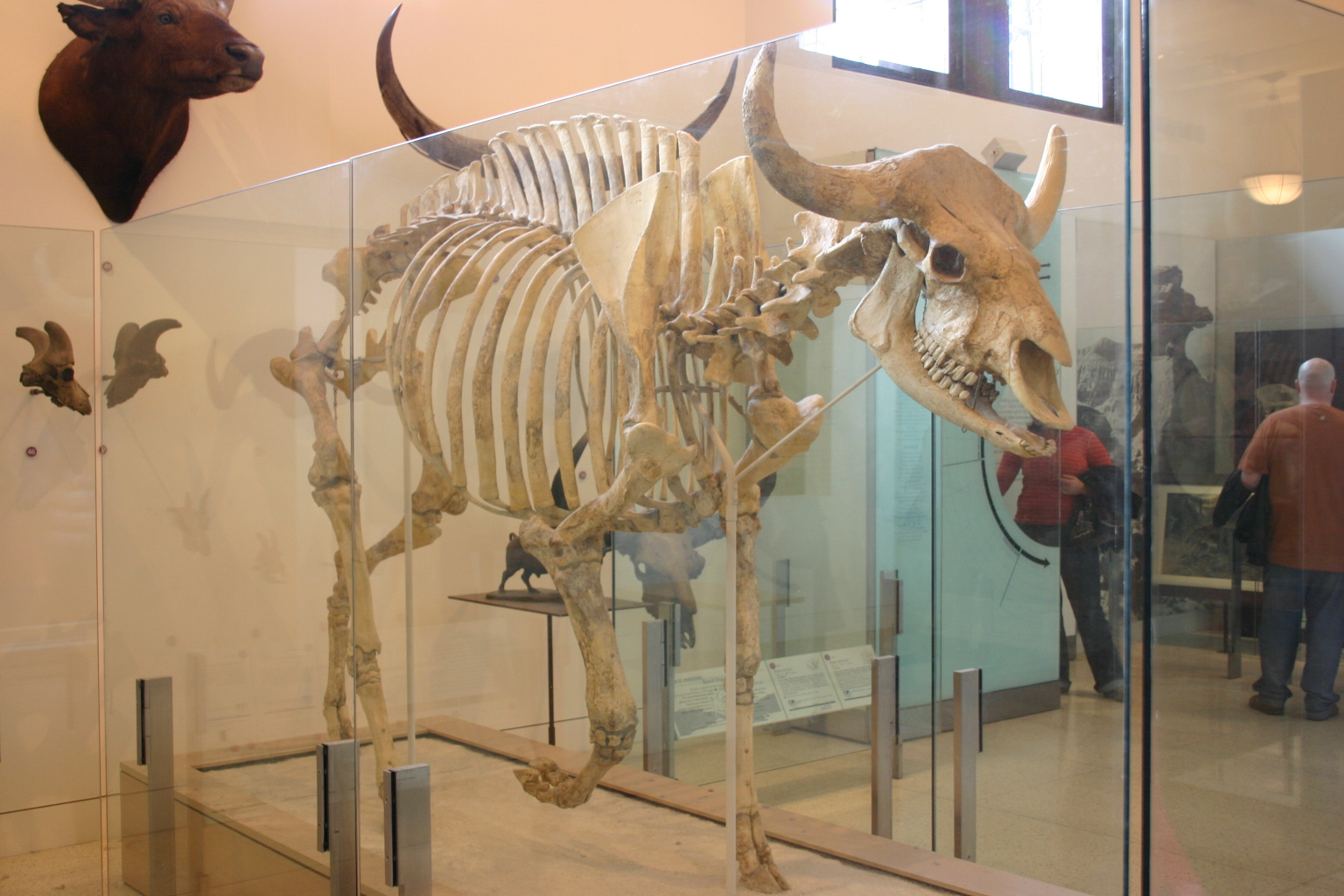
가우르의 골격

## 사진

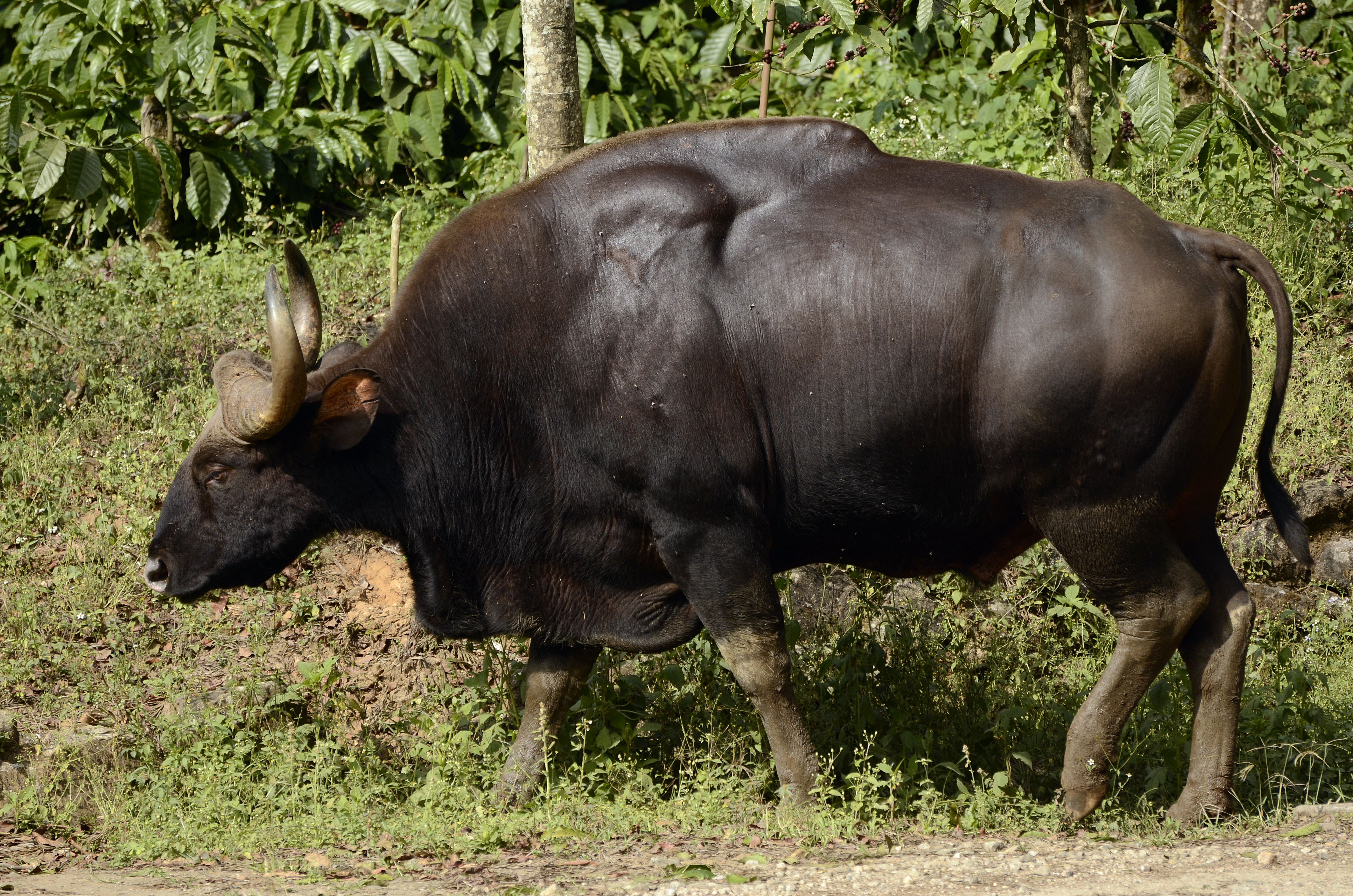
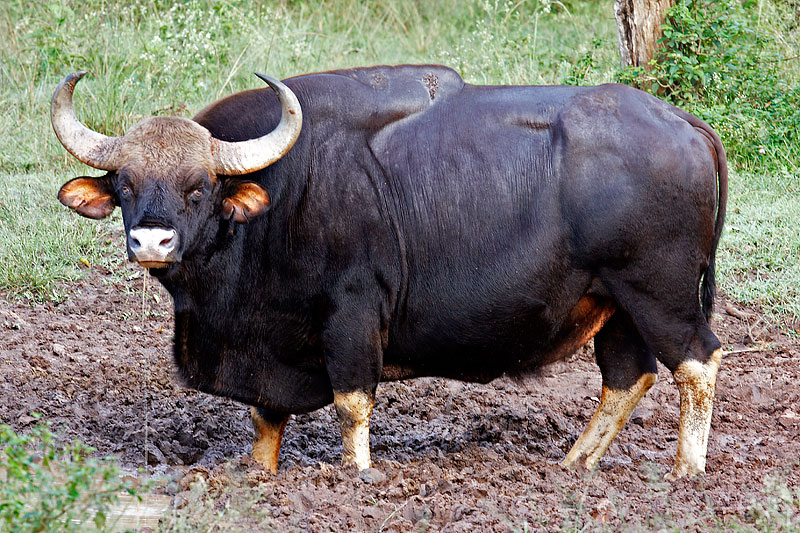

## 같이 보기
- 오록스
- 반텡
- 들소
- 회색들소
- 물소
- 인도혹소